# Rathausmarkt

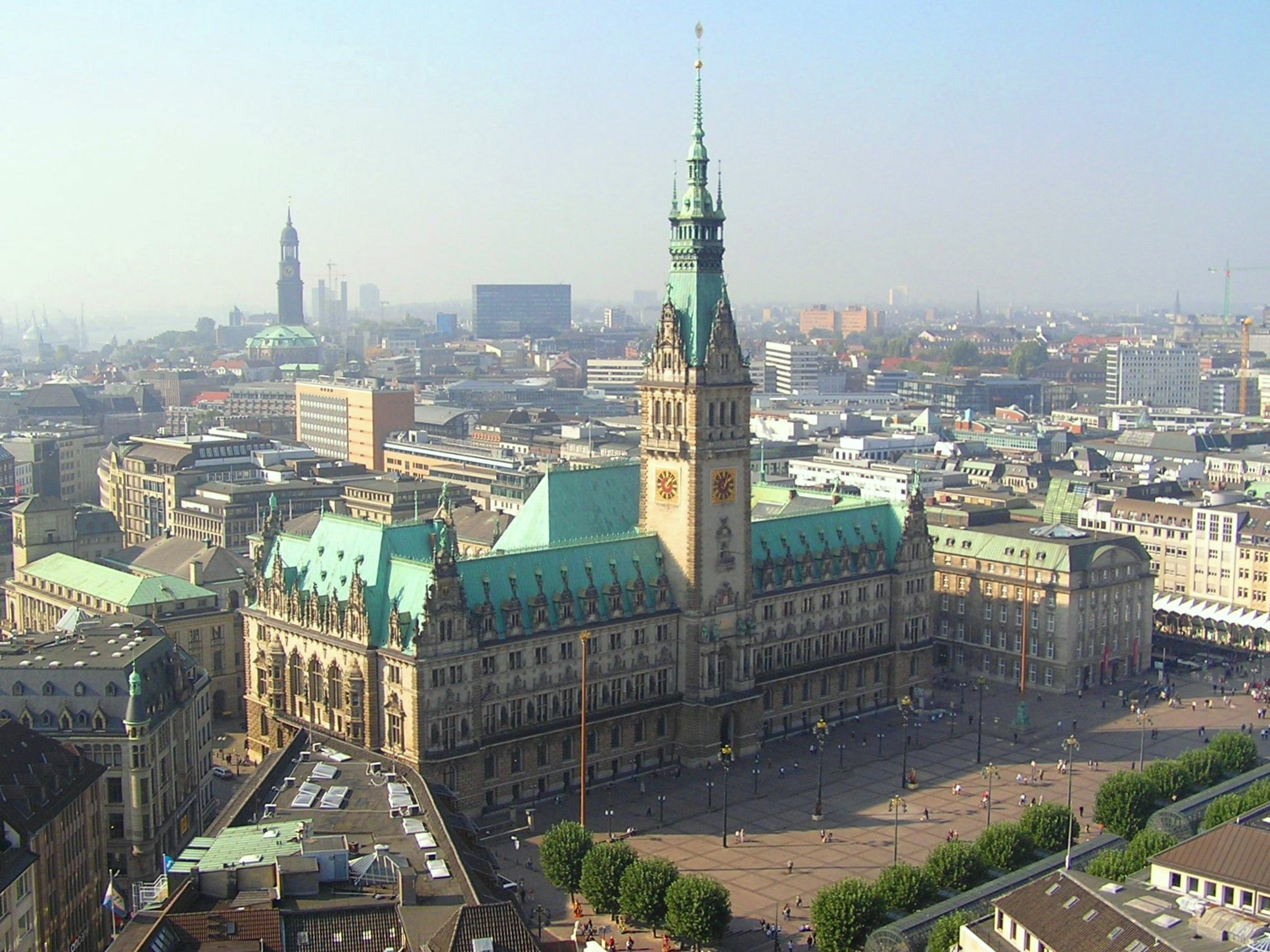
Rathaus vista dalla chiesa di St. Petri

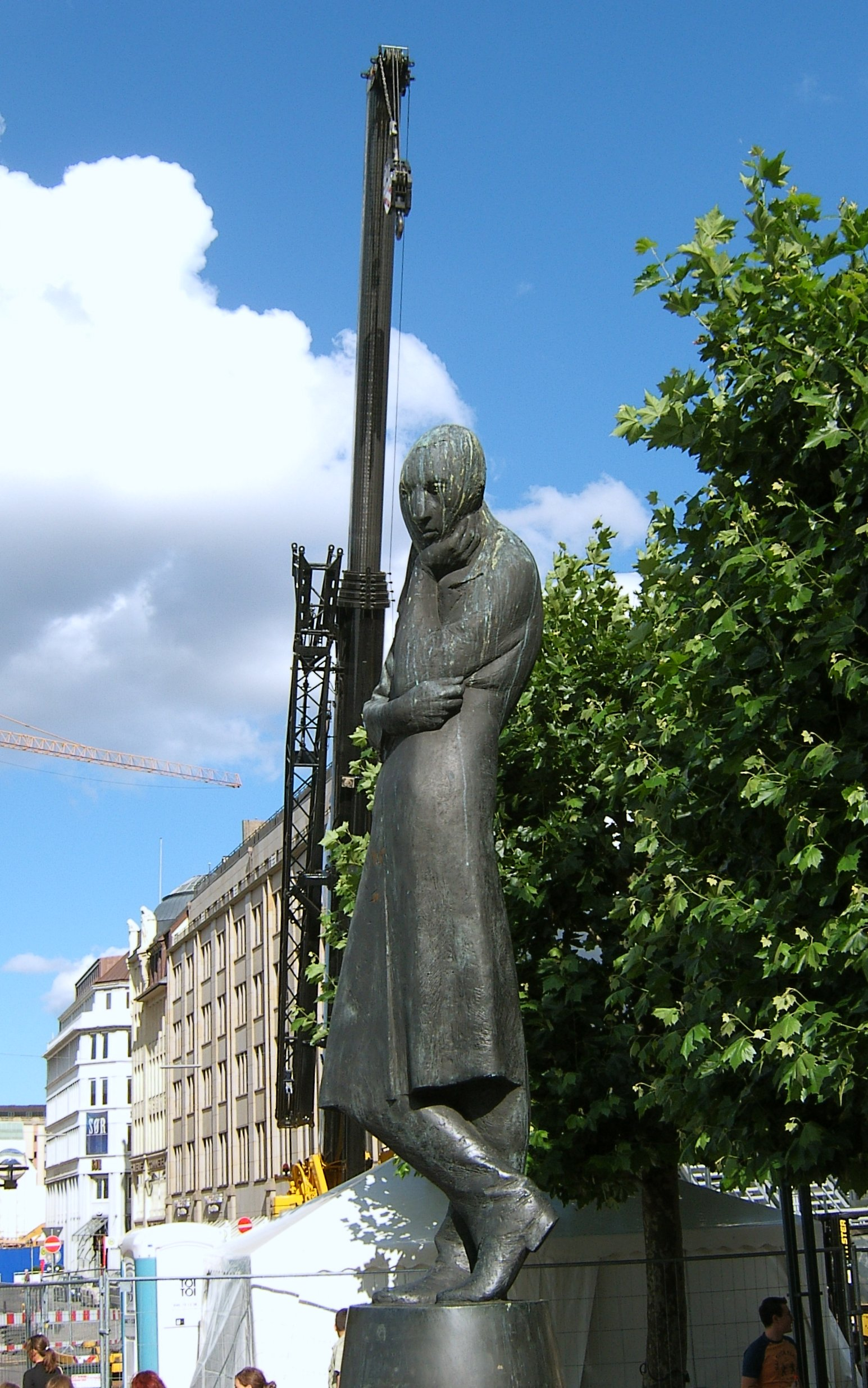
Il memoriale Heinrich Heine al Rathausmarkt

Il Rathausmarkt è la piazza rettangolare di fronte al municipio di Amburgo detta anche la piazza rossa per il colore dei mattoni che la pavimentano. 
In passato è stato lo scenario preferito per manifestazioni politiche e sindacali. Fino agli anni settanta, inoltre, ha svolto un ruolo fondamentale nel trasporto pubblico cittadino come hub della rete dei tram.
Oggi è una grande isola pedonale sfruttata anche per ospitare eventi culturali. 

## Storia
Il Rathausmarkt fu costruito dopo il grande incendio di Amburgo del 1842, che distrusse anche il vecchio municipio vicino al Trostbrücke, ponte sul Nikolaifleet, e gli edifici vicini al nuovo municipio, ad eccezione dell'edificio della Borsa di Amburgo. Poco prima dell'incendio, erano stati demoliti anche l'antico monastero di San Giovanni e l'antica chiesa di San Giovanni, situati all'estremità meridionale della piazza, nell'area dell'attuale Rathausmarkt. La piazza fu creata seguendo il modello di Piazza San Marco a Venezia, che si apre anch'essa sul lungomare. Il nuovo municipio fu completato nel 1897.
Nel 1933, il Rathausmarkt fu ribattezzato Adolf-Hitler-Platz (piazza Adolf Hitler), come molte piazze e strade della Germania di quel periodo. La piazza è stata rinominata dopo la fine della Seconda Guerra Mondiale, nel 1945. Fino agli anni Settanta la piazza era un nodo di trasporto per i tram di Amburgo. Dopo la cessazione dell'attività dei tram nel 1978, la piazza fu completamente rinnovata e rivestita di granito rosso fino al 1982 sotto l'egida del sindaco Hans-Ulrich Klose, per cui fu scherzosamente soprannominata Piazza Rossa.